# Biscogniauxia nummularia
Hypoxylon nummulaire
Espèce
Biscogniauxia nummularia, l’Hypoxylon nummulaire, est une espèce de champignons ascomycètes de la famille des Xylariaceae. Ce champignon est présent naturellement dans les hêtraies. C'est un agent pathogène qui provoque un chancre pouvant faire dépérir l'arbre.

## Systématique
Le nom correct complet (avec auteur) de ce taxon est Biscogniauxia nummularia (Bull.) Kuntze.
L'espèce a été initialement classée dans le genre Hypoxylon sous le basionyme Hypoxylon nummularium Bull..

## Synonymes
- Biscogniauxia bulliardii (Tul. & C. Tul.) Kuntze[2]
- Hypoxylon nummularium var. nummularium Bull.[2]
- Hypoxylon nummularium Bull.[2]
- Kommamyce bulliardii (Tul. & C. Tul.) Nieuwl[2]
- Nummularia anthracina (J.C. Schmith) Traverso[2]
- Nummularia nummularia (Bull.) J. Schröt.[2]
- Nummulariola nummularia (Bull.) House[2]
- Sphaeria anthracina J.C. Schmith[2]
- Sphaeria nummularia DC.[2]

## Liste des variétés
Selon NCBI (2 juillet 2021) :
- Biscogniauxia nummularia var. exutans
- Biscogniauxia nummularia var. merrillii